# Тромса, Фёдор Николаевич
Фёдор Николаевич Тромса — советский хозяйственный, государственный и политический деятель, Герой Социалистического Труда.

## Биография
Родился в 1914 году в Васильковском районе Киевской области. Член КПСС.
С 1930 года — на хозяйственной, общественной и политической работе. В 1930—1980 гг. — крестьянин, организатор коллективного сельскохозяйственного производства в Киевской области, председатель колхоза, эвакуирован, председатель колхоза «40 рокив Жовтня» Васильковского района Киевской области.
Указом Президиума Верховного Совета СССР от 31 декабря 1965 года присвоено звание Героя Социалистического Труда с вручением ордена Ленина и золотой медали «Серп и Молот».
Умер после 1980 года.

## Награды и звания
- Герой Социалистического Труда (31.12.1965).
- орден Ленина (26.02.1958, 31.12.1965, 08.12.1973, 22.12.1977)
- орден Октябрьской Революции (08.04.1971)